# سد سانبانشی
سد سانبانشی (به لاتین: Sanbanxi Dam) یک سد خاکی و نیروگاه برقابی در چین است که در شهرستان جینپینگ (گوئیژو) واقع شده‌است.